# María Montserrat Martínez González
María Montserrat Martínez González, née le 16 mars 1963, est une femme politique espagnole membre du Parti populaire (PP).

## Biographie

### Vie privée
Elle est mariée et mère de deux enfants.

### Profession
Elle est titulaire d'une licence en droit et fonctionnaire membre du corps de l'enseignement secondaire.

### Carrière politique
De 1995 à 1999, elle est conseillère municipale de Selas.
Le 20 décembre 2015, elle est élue sénatrice pour Cuenca au Sénat et réélue en 2016.